# Karl Schodrok
Karl Paul Anton Schodrok (bis 1939: Sczodrok; * 2. Januar 1890 in Neisse, Landkreis Neisse, Provinz Schlesien; † 24. Februar 1978 in Würzburg) war ein deutscher Lehrer, Herausgeber, Verleger und Publizist.

## Leben

### Jugend und Bildung
Karl Sczodrok wurde 1890 in der oberschlesischen Stadt Neisse als Sohn der Eheleute Robert Sczodrok und Anna, geborene Scheithauer, geboren. Von 1896 bis 1904 war er Schüler der katholischen Volksschule in Neisse. Anschließend besuchte er drei Jahre bis 1907 die Präparandenanstalt sowie von 1907 bis 1910 das Preußische Lehrerseminar in Ziegenhals im Kreis Neisse. Nach der ersten Lehramtsprüfung im Jahr 1910 war er vom 1. Juni 1910 bis 31. März 1914 Volksschullehrer in Bolatitz im Hultschiner Ländchen. Einer der Schüler in Bolatitz war August Scholtis. Hier bestand er 1913 die Zweite Lehramtsprüfung und war vom 1. April 1914 als Lehrer in Gleiwitz angestellt.
Während des Ersten Weltkriegs war Sczodrok von 1915 bis 1918 als Frontsoldat bei der Gebirgsartillerie und nahm an den Kämpfen in den Vogesen, in Italien, Mazedonien, Albanien und Montenegro teil. Nach Kriegsende heiratete Karl Sczodrok 1919 in Breslau Stephania John. Von 1920 bis 1921 studierte er einige Semester an der Universität Breslau.

### Wirken in Oberschlesien
Ab dem Jahr 1921 bis 31. März 1923 lehrte er in Gleiwitz weiter. Vom 1. April 1923 bis 31. Juli 1930 war er Rektor in Colonowska im Landkreis Groß Strehlitz und danach vom 1. August 1930 bis 1. März 1937 zum Rektor der Knaben-Voigtschule in Oppeln ernannt. Ab dem 1. März 1937 war er als Kreisschulrat und nach dem 1. Oktober 1937 als Verwalter für den Schulaufsichtskreis Oppeln II eingesetzt.
Da der Dichterjurist Joseph von Eichendorff die letzten Lebensjahre in Neisse, dem Geburtsort Sczodroks, verbrachte, beschäftigte er sich mit dessen Leben und Wirken in Schlesien. Karl Schodrok war Mitbegründer und ab 1929 bis 1969 Herausgeber des Eichendorff-Almanachs Aurora, der unter seiner Redaktion in Oppeln und nach 1953 in der Oberpfalz erschien. Im Jahr 1931 gründete er mit Adolf Dyroff in Oppeln die Eichendorff-Stiftung und 1935 in Neisse das Eichendorff-Museum, für das er bereits 1931 die Sammlungen des Dichterenkels Karl von Eichendorff erhalten hatte. Die Leitung des Eichendorff-Museums in Neisse übernahm im Jahr 1936 Willibald Köhler.
Nach 1933 trat er der Reichsschrifttumskammer (RSK) bei. Im Jahr 1935 wurde er in die NSDAP, mit der Rückwirkung zum 1. Mai 1933 aufgenommen. Ab 1936 war er Leiter des Amtes für Oberschlesische Landeskunde in Oppeln, das den Volkskalender herausgab sowie die polnischen Veröffentlichungen zu den schlesischen Themen überwachte und an das Geheime Staatsarchiv Preußischer Kulturbesitz in Berlin-Dahlem sowie an das Institut Hermann Aubins an der Universität Breslau weiterleitete. Im Jahr 1936 schützte er den Dissidenten Victor Kaluza (SPD) vor dem Hinauswurf aus der Reichsschrifttumskammer. Später setzte sich Schodrok ebenfalls für den Dissidenten und Redakteur Karl Okonsky (SPD), als der ein Schreibverbot erhalten sollte, ein.
In der Zeit vor der Volksabstimmung in Oberschlesien war er von 1919 bis 1921 in Kattowitz Herausgeber der Wochenschrift Der Schwarze Adler. Ab 1922 bis 1940 wirkte er in Oppeln als Herausgeber und Chefredakteur der Kulturzeitschrift Der Oberschlesier und von 1940 bis 1942 der Schlesischen Stimme. Im Frühjahr 1940 änderte er den Familiennamen zu Schodrok. Er war ein Mitglied im Kulturbeirat des Provinzialverbandes Oberschlesien, Leiter der Vereinigung für Oberschlesische Heimatkunde, wurde in den Aufsichtsrat der Neißer Heimgarten-Genossenschaft berufen und von den Behörden mit der ehrenamtlichen Leitung des Amtes für oberschlesische Landeskunde in Oppeln betraut. Im Jahr 1943 wurde die Schlesische Stimme von den NS-Machthabern eingestellt. Schodrock war Mitglied der Historischen Kommission für Schlesien.

### Nach Kriegsende
Die Familie hat 1945 auf der Flucht und Vertreibung Deutscher aus Mittel- und Osteuropa 1945–1950 Oppeln verlassen, reiste nach Westen, kam in Regensburg an und wohnte danach in Neumarkt in der Oberpfalz. Als das Entnazifizierungsverfahren im Jahr 1947 abgeschlossen wurde, war Karl Schodrok als Bezirksschulrat in Neumarkt angestellt. Nach der Pensionierung im Jahr 1957 zog die Familie nach Würzburg um.
Im Jahr 1952 war er bei der Neuorganisation der Eichendorff-Stiftung aktiv, wurde deren Vorsitzender und wirkte im Jahr 1969 in Würzburg bei deren Umgestaltung in die Eichendorff-Gesellschaft. Von 1953 bis 1969 war er Herausgeber des Eichendorff-Almanachs Aurora. Im Jahr 1952 begründete er das Kulturwerk Schlesien (seit 1975 Stiftung Kulturwerk Schlesien), welches seit 1957 seinen Sitz in Würzburg hat. Ab 1956 war er Herausgeber der Vierteljahresschrift Schlesien. Als die Landsmannschaft der Oberschlesier im Jahr 1950 gegründet wurde, trat er dort als Autor, Redner und Herausgeber auf.

## Auszeichnungen
- 1955: Bundesverdienstkreuz am Bande
- 1959: Bundesverdienstkreuz 1. Klasse
- 1972: Oberschlesischer Kulturpreis des Landes Nordrhein-Westfalen
- 1968: Goldenes Stadtsiegel der Stadt Würzburg

## Publikationen (Auswahl)
- Oberschlesiens Schicksalsstunde. Breslau 1919.
- „Der Oberschlesier“. Monatshefte des Oberschlesischen Heimatbundes. Bund Deutscher Osten. Vereinigung für Oberschlesische Heimatkunde. Oppeln 1919–1939.
- als Hrsg.: Gustav Eisenreich: Natur und Landschaft in Oberschlesien. Oppeln 1927.
- als Hrsg.: Oberschlesische Dichterbüchel. Schlesien-Verlag, Breslau 1942.
- Eichendorff – „Keinen Dichter noch liess seine Heimat los“. Verlag der Kirchlichen Hilfsstelle, München 1950.
- Gedanken und Lieder. Eichendorffs religiöses Bekenntnis. Habbel, Regensburg 1950.
- Das Erlebnis der Oberschlesischen Volksabstimmung. Im Einvernehmen mit der Landsmannschaft Schlesien dargeboten zum 30.jährigen Gedenken der oberschlesischen Volksabstimmung vom 20. März 1921. Kulturstelle Schlesien, Neumarkt in der Oberpfalz 1951.
- Eichendorff im Strom der Zeit. In: Aurora 14 (1954), S. 7–10.
- Joseph von Eichendorff (= Göttinger Arbeitskreis. Schriftenreihe. Heft 56). Holzner, Würzburg 1955.
- Joseph von Eichendorffs Bekenntnis zur Heimat. Zum 100. Todestag des Dichters am 26. November 1957 (= Oberschlesische Schriftenreihe. Werkheft 3). Landsmannschaft der Oberschlesier e.V., Bonn 1957
- Eichendorff und die Heilige Hedwig. 1959.
- Daniele Varè und die Teilung Oberschlesiens im Jahre 1922. In: Schlesien. Kunst, Wissenschaft, Volkskunde – Niederschlesien, Oberschlesien, Sudetenschlesien. Band 13 (1968), Heft 3, S. 129–138.
- Universitätsprofessor Dr. phil. Herbert Schlenger zum Gedenken. In: Schlesischer Kulturspiegel. 4 (1969), S. 1–2.
- Schöpferisches Schlesien. Literatur, bildende Kunst, Musik. Auch über Johannes Nucius. Carl, Nürnberg 1970.
- mit Alfons Hayduk (Hrsg.): Schlesische Studien. Karl Schodrok zum 80. Geburtstag (= Silesia. Folge 7). Delp, München 1970, ISBN 3-7689-0063-0.
- Alfons Hayduk zum Gedenken. In: Schlesien 17 (1972), S. 197–201.
- als Hrsg.: Beiträge zu Copernicus 1473–1973 (= Schriftenreihe Kulturwerk Schlesien. Sonderheft). Kulturwerk Schlesien, Würzburg 1973.
- Aufsätze, In: Hugo Weczerka (Hrsg.): Handbuch der historischen Stätten. Band: Schlesien (= Kröners Taschenausgabe. Band 316). Kröner, Stuttgart 1977, ISBN 3-520-31601-3;
  - Lubowitz (Łubowice, Kr. Ratibor). S. 304–305.
  - Matzdorf (Maciejowiec, Kr. Löwenberg). S. 312–313.
  - Mauer (Pilchowice, Kr. Löwenberg). S. 313.
  - Waltersdorf (Nielestno, Kr. Löwenberg). S. 559.
  - Welkersdorf (Rząsiny, Kr. Löwenberg). S. 564.
  - Wiesenthal (Bystrzyca, Kr. Löwenberg). S. 565–566.
  - Zobten am Bober (Sobota, Kr. Löwenberg). S. 583–584.